# 図書館で声も出せず糸引くほど愛液が溢れ出す敏感娘
『図書館で声も出せず糸引くほど愛液が溢れ出す敏感娘』（としょかんでこえもだせずいとひくほどあいえきがあふれだすびんかんむすめ）は、2009年よりナチュラルハイが継続的に制作している企画系のアダルトビデオシリーズ。
2020年現在、22作品がリリースされ累計20万本を売り上げた人気作品である。監督はイタカ・スミスリンパウダー。以下では「図書館シリーズ」と省略する。

## 概要
主に制服を着た素人の女子高生や司書を対象にした痴漢を描いている。一作品あたり4、5人の企画女優が名前を明かさずに出演し、それぞれの枠は約45分間。大まかな流れは電車を題材とした痴漢系アダルトビデオをほぼ踏襲し、愛撫から始まりフェラや性行為などが行われるが、舞台を図書館に設定した点が既存作品と大きく異なる。これにより、声の出せない緊迫感をより高める形となった。制作は図書館を模したセットとして建物をまるごと一つ使用したり、膣分泌液をデフォルメした描写を行うなど力が入れられていた。
同シリーズはリリース直後から人気を博したが、特に愛音まひろがポニーテールの女子高生役として出演した5作目が爆発的にヒットし、シリーズ全体の人気を押し上げる形となった。そのため愛音をフィーチャーした企画単体作品である続編が制作されている（シリーズ作品参照）。20作目では、シリーズ20万本突破を記念し、同社の制作する「バイト娘シリーズ」とのコラボ作品がリリースされた。

### あらすじ
静かな空気が張りつめた図書館。恥ずかしがり屋ならば、そこで大きな声を出すことは相当勇気がいる。そこで、おとなしそうな女の子をターゲットにし、強引に誘い人目のつきにくい場所へ。声を出せない状況での緊張や我慢が、興奮度を増してアソコはうずきまくり、糸を引くほど溢れる愛液。さらには快感に負けて、自ら求めてくる女の子まで…。

## シリーズ作品
当初の登場人物は女子高生や司書のみだったが、その後女教師や本屋の店員なども出演するようになった。現在、一部は諸般の事情で廃盤となっている。
- 図書館で声も出せず糸引くほど愛液が溢れ出す敏感娘（2009年8月20日）
- 図書館で声も出せず糸引くほど愛液が溢れ出す敏感娘2（2009年11月5日）
- 図書館で声も出せず糸引くほど愛液が溢れ出す敏感娘3（2010年2月4日）
- 図書館で声も出せず糸引くほど愛液が溢れ出す敏感娘4（廃盤）
- 図書館で声も出せず糸引くほど愛液が溢れ出す敏感娘5 SP　出演：愛音まひろ、他
- 図書館で声も出せず糸引くほど愛液が溢れ出す敏感娘6（2011年3月5日）
- 図書館で声も出せず糸引くほど愛液が溢れ出す敏感娘7（2011年7月7日）
- 図書館で声も出せず糸引くほど愛液が溢れ出す敏感娘8
- 図書館で声も出せず糸引くほど愛液が溢れ出す敏感娘9（2012年3月8日）
- 図書館で声も出せず糸引くほど愛液が溢れ出す敏感娘10（2012年7月5日）
- 図書館で声も出せず糸引くほど愛液が溢れ出す敏感娘11
- 図書館で声も出せず糸引くほど愛液が溢れ出す敏感娘12 中出しSP（2014年1月9日）
- 図書館で声も出せず糸引くほど愛液が溢れ出す敏感娘13（2015年2月5日）
- 図書館で声も出せず糸引くほど愛液が溢れ出す敏感娘14（2015年6月6日）
- 図書館で声も出せず糸引くほど愛液が溢れ出す敏感娘15（2016年3月5日）
- 図書館で声も出せず糸引くほど愛液が溢れ出す敏感娘16
- 図書館で声も出せず糸引くほど愛液が溢れ出す敏感娘17 リモバイ遠隔操作SP（2016年3月5日）
- 図書館で声も出せず糸引くほど愛液が溢れ出す敏感娘18（2016年7月7日）
- 図書館で声も出せず糸引くほど愛液が溢れ出す敏感娘19 全裸羞恥中出しSP（2016年12月8日）
- 図書館で声も出せず糸引くほど愛液が溢れ出す敏感娘20 シリーズ累計20万本突破記念 バイト娘合体コラボスペシャル（2017年4月6日）
- 図書館で声も出せず糸引くほど愛液が溢れ出す敏感娘21（2017年9月7日）
- 図書館で声も出せず糸引くほど愛液が溢れ出す敏感娘22 シリーズ復活記念2枚組中出しSP（2020年6月11日）
- 図書館で声も出せず糸引くほど愛液が溢れ出す敏感娘23 寝取り中出し2枚組SP（2020年10月8日）
- 図書館で声も出せず糸引くほど愛液が溢れ出す敏感娘24 痴女に目覚めた女子○生2枚組SP（2021年2月21日）
- 図書館で声も出せず糸引くほど愛液が溢れ出す敏感娘25 乳首開発でイキまくる女子○生2枚組SP（2021年10月7日）
- 図書館で声も出せず糸引くほど愛液が溢れ出す敏感娘26 リモバイ貞操帯 2枚組SP（2022年4月22日）
- 図書館で声も出せず糸引くほど愛液が溢れ出す敏感娘27 汗だくピストン2枚組中出しSP（2022年10月6日）
- 図書館で声も出せず糸引くほど愛液が溢れ出す敏感娘28 J○友達丼中出しSP（2023年8月10日）
- 図書館で声も出せず糸引くほど愛液が溢れ出す敏感娘29 親友グループ全員巻き添えハーレム中出しSP（2024年1月11日）
- ナチュラルハイ25周年記念作品 図書館で声も出せず糸引くほど愛液が溢れ出す敏感娘31 オナニー指令羞恥SP 総集編付き2枚組 豪華版(2024年11月7日)

ナンバリング外の作品
- ナチュラルハイ年末スペシャル 痴漢OK娘 特別編 図書館で出会ったあの超極上ポニーテール美少女を連日痴漢で精子を飲むまでOKさせろ（2010年12月7日）　※5作目の続編
- 図書館で声も出せず糸引くほど愛液が溢れ出す敏感娘 レズスペシャル（2013年4月25日）
- 図書館で声も出せず糸引くほど愛液が溢れ出す敏感娘 見られて興奮する隠れ巨乳J○（2020年3年16日）
- 図書館で声も出せず糸引くほど愛液が溢れ出す敏感娘 生徒の前で全裸にされた女教師（2020年4月27日）
- 図書館で声も出せず糸引くほど愛液が溢れ出す敏感娘 教師に机の下でイカされた黒髪J○（2020年4月27日）

## 関連記事
- 図書館
- ナチュラルハイ
- 愛音まひろ